# U.S. Army Special Forces

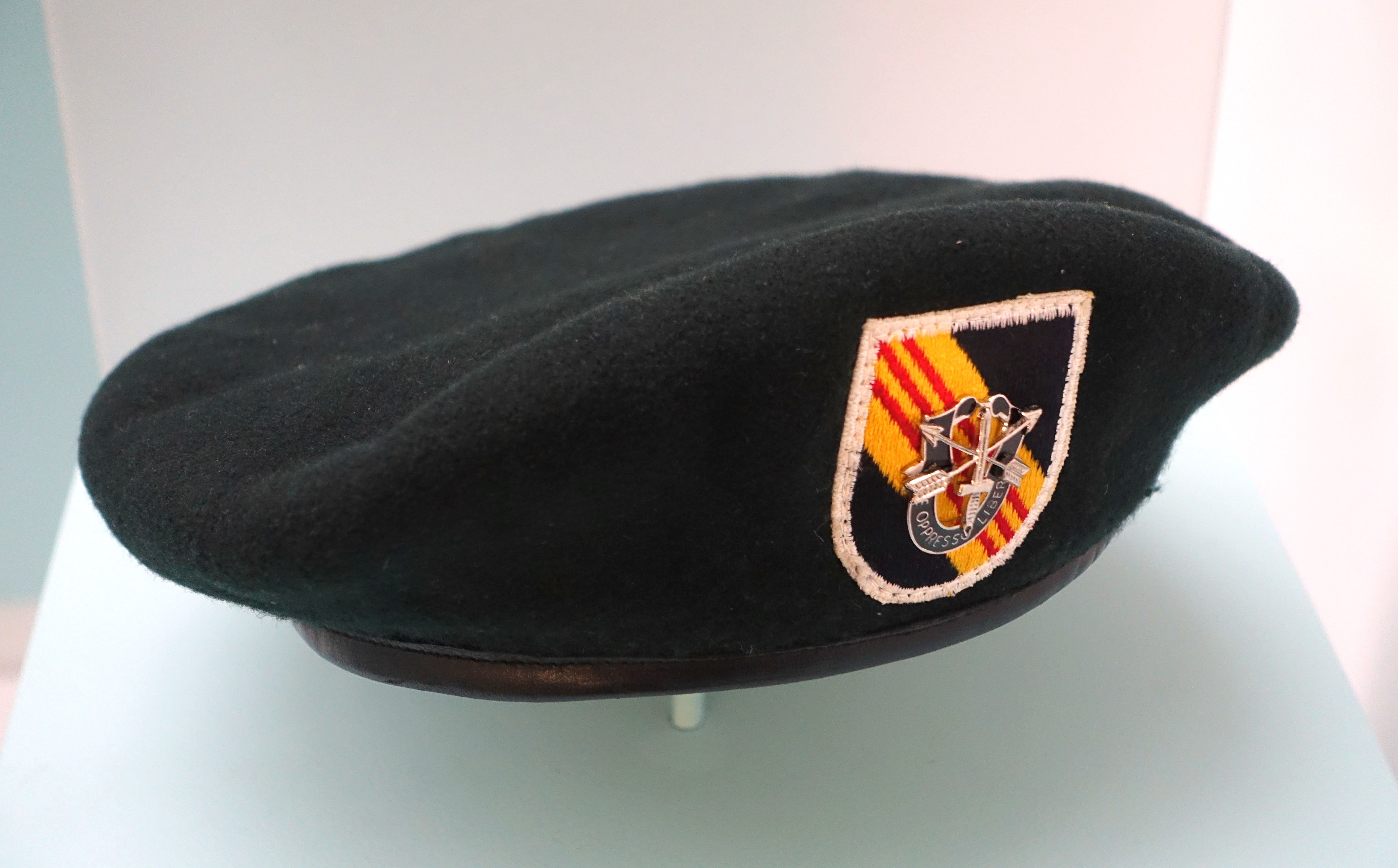
En grön basker från 1962, utställd på National Museum of American History.

Ärmmärke.

U.S. Army Special Forces, populärt kallat Gröna baskrarna (engelska: Green Berets), är truppslaget för specialförband i USA:s armé och som i operativt hänseende ingår i SOCOM, ett försvarsgrensövergripande militärkommando med ansvar för samtliga amerikanska specialoperationsförband. 
Gröna baskrarna består av soldater och officerare utbildade inom okonventionell krigföring och specialoperationer. Till skillnad från andra amerikanska specialförband måste soldater i gröna baskrarna behärska ett eller flera främmande språk. Organisationen grundades den 19 juni 1952 på initiativ av överste Aaron Bank. Enhetens officiella huvudbonad är en grön basker, därav den informella benämningen.
Delta Force är namnet på det mytomspunna förbandet med högst förmåga.